# Algemene Begraafplaats Gorredijk
De Algemene Begraafplaats aan de Hegedijk (Hegedyk) is een gemeentelijke begraafplaats in het dorp Gorredijk in de Friese gemeente Opsterland. De begraafplaats en de klokkenstoel, tevens baarhuis, op de begraafplaats zijn rijksmonument: de begraafplaats, het toegangshek en de klokkenstoel zijn op 17 mei 1999 aangewezen als rijksmonument en op 14 september dat jaar ingeschreven in het monumentenregister.

## Geschiedenis
In 1925 werd het eerste ontwerp gemaakt voor de Algemene Begraafplaats van Gorredijk, door de architect Chris van Wamel. In 1926 werd de begraafplaats aangelegd.
In 1942 werd begonnen met het uitbreiden van de begraafplaats aan de achterzijde; de Duitsers besloten echter om de uitbreiding stil te leggen. In 1946 werd de uitbreiding afgerond en in 1947 werd het eerste graf in het nieuwe deel in gebruik genomen.

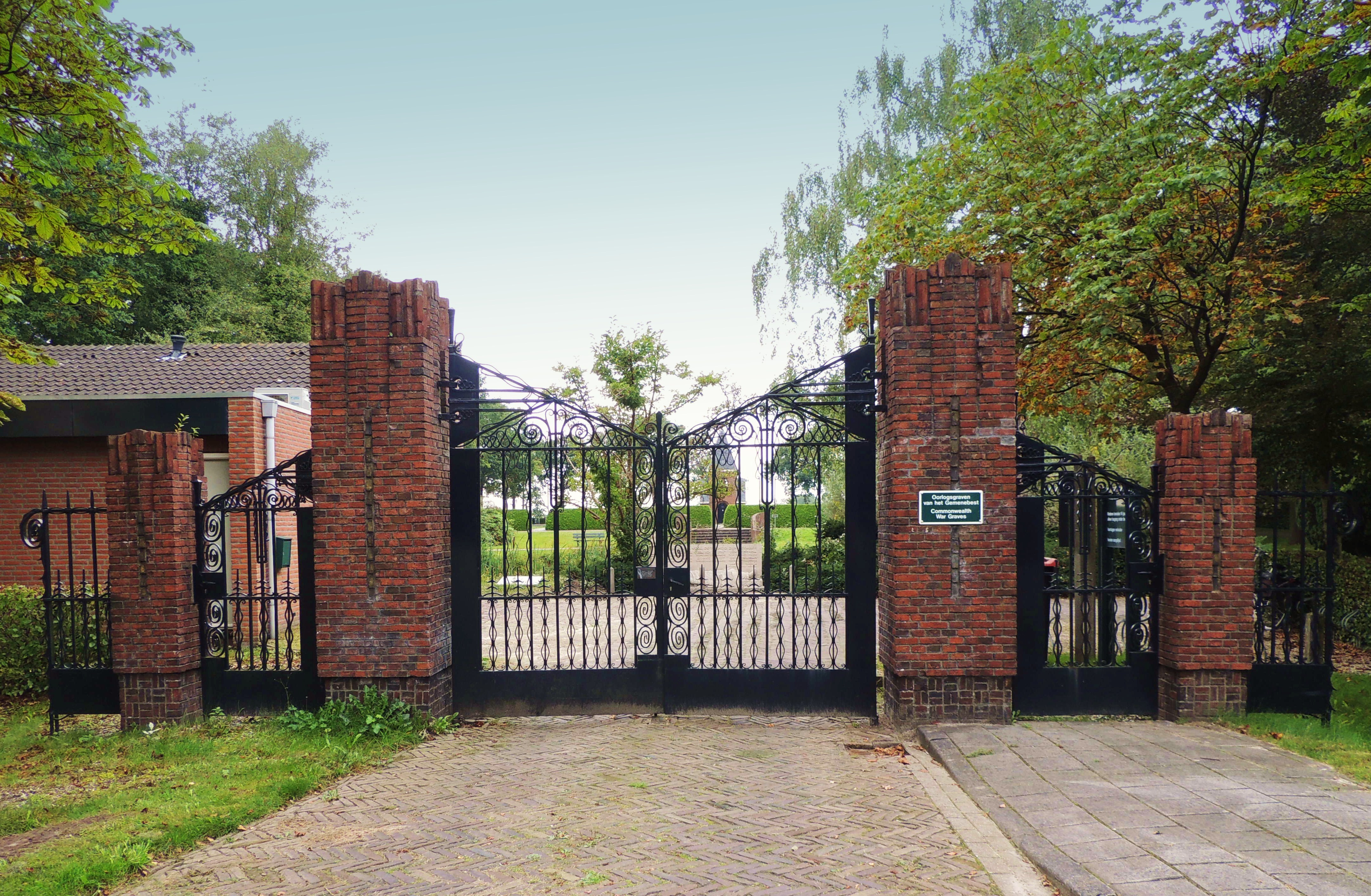
Toegangshek

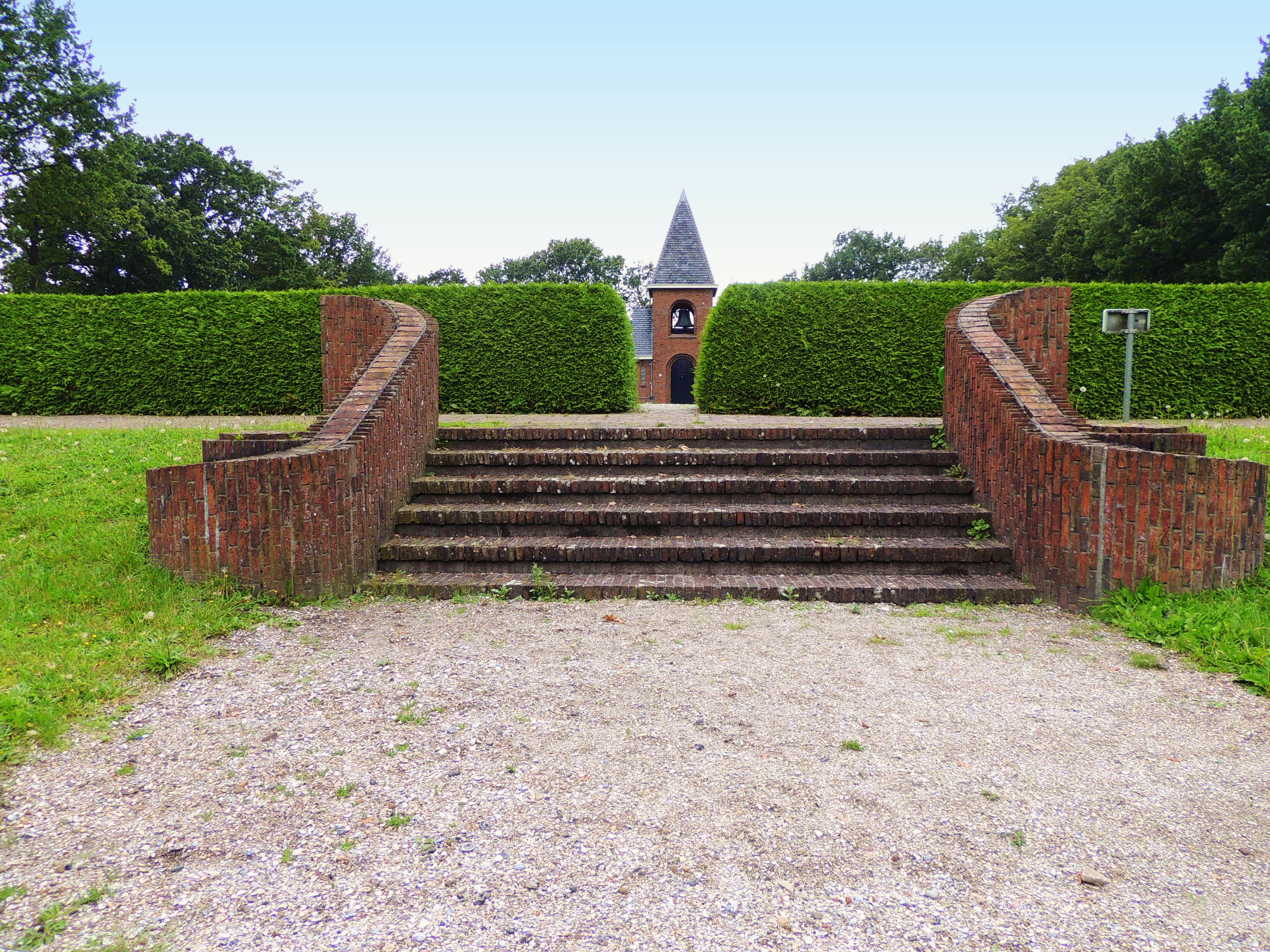
Trap bij de tuin en coniferenhaag

## Omschrijving
Bij de ingang is eerst een wandeltuin aangelegd. Hierin ligt een vijver, rond de vijver staan een aantal taxusbomen die geplant zijn tijdens de aanleg van de wandeltuin. De overige beplanting is van latere datum. De grond uit de vijver is gebruikt om de dodenakker op te hogen. Omdat de tuin lager ligt dan de begraafplaats is er een gemetselde trap gebouwd om het hoogteverschil te compenseren. De trap is net als de klokkenstoel in expressionistische bouwtrant gebouwd. De balustrade is eveneens van bakstenen gemaakt, deze krult naar buiten toe. Een coniferenhaag markeert de grens tussen de wandeltuin en de eigenlijke begraafplaats. De dwarsdoorsnede van de haag is driehoekig van vorm. Langs de paden op het nieuwe gedeelte staan eveneens hagen, ditmaal van taxus.
De begraafplaats is in de lengterichting symmetrisch. Het toegangshek, de vijver en de klokkenstoel liggen op de spiegellijn die ook een zichtas is.
Het oudste gedeelte bestaat uit acht perken, het nieuwere gedeelte uit vier perken. Zowel het oude als nieuwe gedeelte heeft gras in de grafrijen liggen. De paden op het nieuwere gedeelte zijn smaller dan de paden op het oudere gedeelte.
Geen van de grafstenen is een rijksmonument, zij zijn hoogstens van lokaal belang. Hoewel de voortuin van de begraafplaats gewijzigd is en een aantal paden verlegd zijn is de eenvoudige aanleg wel zeldzaam in Friesland, hierom zijn de voortuin en begraafplaats wel van rijkswege beschermd.

## Toegangshek
Het toegangshek van de begraafplaats op een dam bij de Hegedyk is een afzonderlijk rijksmonument. Het bestaat uit vier bakstenen pijlers en smeedijzeren hekken. Het hek is ontworpen in expressionistische stijl met gebruik van motieven uit de Amsterdamse School.

## Klokkenstoel
De klokkenstoel, ook enige tijd gebruikt als baarhuisje (mortuarium), is ten tijde van de aanleg van de begraafplaats gebouwd. De functie van baarhuisje is vervallen, maar de klok in de toren wordt nog steeds gebruikt. Het gebouw is in 1950 uitgebreid, de uitbreiding is in gelijke stijl gedaan waardoor er nauwelijks onderscheid tussen oud en nieuw gezien kan worden.

## Oorlogsmonument
Op de begraafplaats bevindt zich ook een oorlogsmonument voor militairen, burgers en mensen uit het verzet die gedurende de Tweede Wereldoorlog (1940-'45) gevallen zijn. Het monument is ontworpen door Nicolaas van der Kreek. Het monument is op 1 mei 1946 onthuld.
Het monument toont een liggende man met over zijn lichaam een laken, dat zijn wonden bedekt. Het gezicht drukt rust uit, terwijl de rechter vuist gebald is, ten teken van verzet. Aan het hoofdeinde staat een brandende fakkel, symbool voor het triomferende licht, en achter de man staat de fusillademuur.
Op het monument zijn ook de namen en sterfdata van de gevallenen aangebracht.

## Erehof
Een deel van de begraafplaats is het Erehof Gorredijk met de graven van 6 militairen van de Britse luchtmacht, die in 1941 in Opsterland omkwamen.